# Лаґевники (гміна Ґродзець)
Лаґевники (пол. Łagiewniki) — село в Польщі, у гміні Ґродзець Конінського повіту Великопольського воєводства.
Населення — 291 особа (2011).
У 1975-1998 роках село належало до Конінського воєводства.

## Демографія
Демографічна структура станом на 31 березня 2011 року:
|          | Загалом | Допрацездатний вік | Працездатний вік | Постпрацездатний вік |
| -------- | ------- | ------------------ | ---------------- | -------------------- |
| Чоловіки | 135     | 33                 | 87               | 15                   |
| Жінки    | 156     | 37                 | 85               | 34                   |
| Разом    | 291     | 70                 | 172              | 49                   |